# Arytera
Arytera é um género botânico pertencente à família Sapindaceae.